# Álvaro d'Ors
Álvaro d'Ors y Pérez-Peix (Barcellona, 14 aprile 1915 – Pamplona, 1º febbraio 2004) è stato un giurista e storico spagnolo del diritto romano.

## Biografia
Figlio di Eugeni d'Ors, è considerato uno dei maggiori esperti di diritto romano del XX secolo. Fu tra i fondatori dell'Università di Navarra.